# 超女神信仰 诺瓦露 激神黑心
《超女神信仰 诺瓦露 激神黑心》（又译作）為Idea Factory和Compile Heart，Sting所開發的PlayStation Vita用動作角色扮演遊戲。人物設計及原畫继续由由插畫家Tsunako擔任。是为海王星系列的第一部外传并为唯一一部战略角色扮演遊戲，同时是第一部由玩家投票决定主角的系列作品。
在以下項目中，有出現許多與真實世界的企業名稱和遊戲名稱相同的名詞，在以下項目會另做遊戲中登場各名詞的說明。

## 主題曲
片頭曲「漆黒のサステイン」
作詞 - 夏瞳 / 作曲 - 藤井雄大 / 編曲 - 奥山アキラ / 歌 - 今井麻美
片尾曲「Hug」
作詞・作曲・歌 - marina / 編曲 - 白井アキト・秋月須清

## 外部連結
- 超女神信仰 诺瓦露 激神黑心日本官方網站 （页面存档备份，存于）（日語）
- 莫比游戏上的《超女神信仰 诺瓦露 激神黑心》（英文）（英文）
- 超女神信仰 诺瓦露 激神黑心steam頁面 （页面存档备份，存于）